# Belle Prairie City
Belle Prairie City es un pueblo ubicado en el condado de Hamilton en el estado estadounidense de Illinois. En el Censo de 2010 tenía una población de 54 habitantes y una densidad poblacional de 46,54 personas por km².

## Geografía
Belle Prairie City se encuentra ubicado en las coordenadas 38°13′24″N 88°33′21″O / 38.22333, -88.55583. Según la Oficina del Censo de los Estados Unidos, Belle Prairie City tiene una superficie total de 1.16 km², de la cual 1.16 km² corresponden a tierra firme y (0%) 0 km² es agua.

## Demografía
Según el censo de 2010, había 54 personas residiendo en Belle Prairie City. La densidad de población era de 46,54 hab./km². De los 54 habitantes, Belle Prairie City estaba compuesto por el 100% blancos, el 0% eran afroamericanos, el 0% eran amerindios, el 0% eran asiáticos, el 0% eran isleños del Pacífico, el 0% eran de otras razas y el 0% pertenecían a dos o más razas. Del total de la población el 0% eran hispanos o latinos de cualquier raza.